# NGC 3874
NGC 3874 – gwiazda podwójna znajdująca się w gwiazdozbiorze Panny. Zaobserwował ją William Herschel 15 kwietnia 1784 roku i umieścił w swoim katalogu obiektów mgławicowych.